# Godin (geslacht)
Godin is een sinds 1971 tot de Belgische adel behorend geslacht.

## Geschiedenis
De stamreeks gaat terug tot Johanchon de Mollin del Vaulx, molenaar bij Herve, die in 1524 voor het eerst wordt vermeld. Nageslacht werd onder andere ook molenaar en brouwer. Op 22 oktober 1971 werden verschillende leden van het geslacht verheven in de Belgische adel, de stamvader van de oudste tak met de titel van ridder met overgang bij eerstgeboorte, alle anderen met de titel jonkheer.
Van dezelfde stamvader stamt het Belgische adellijke geslacht D'Andrimont.

## Filiatie D'Andrimont - Godin
Henry-Toussaint de Mollin (1590-1654)
- Jean-Henry de Mollin d'Andrimont (1619-1681)
  - Jean dit d'Andrimont (1645-1725)
    - Bernard d'Andrimont (1677-?)
      - Henri d'Andrimont (1715-1800)
        - Toussaint Dandrimont (1757-1822)
          - Henri Dandrimont (1785-1845)
            - Julien d'Andrimont (1814-1886)
              - Julien d'Andrimont (1834-1891)
                - Maurice d'Andrimont (1861-1917)
                  - Henri d'Andrimont (1884-1948)
                    - Jhr. Georges d'Andrimont (1911-1995), stamvader van het adellijke geslacht d'Andrimont
- Henry-Toussaint de Mollin dit Godin (1620-1676)
  - Henry-Toussaint dit Godin (1658-1724) (1700-1757)
    - Hubert Godin (1700-1757)
      - Arnold Godin (1733-1806)
        - Pierre-Arnold de Godin (1766-1843)
          - Arnold Godin (1790-1837)
            - Arnold Godin (1816-1899)
              - Arnold Godin (1859-1923)
                - Dr. Arnold ridder Godin (1889-1982), stamvader van de oudste tak Godin
                - Jhr. dr. Edmond Godin (1893-1982), stamvader van de tweede tak Godin

          - Théodore Godin (1813-1884)
            - Jules Godin (1858-1922)
              - François-Xavier Godin (1911-1959), stamvader van de derde tak Godin
              - Théodore Godin (1913-1957)
                - Jhr. Théodore Godin (1952), stamvader van de vierde tak Godin

### Wapenbeschrijving
In azuur, een antiek molenijzer van zilver. Een helm van zilver, gekroond, getralied, gesierd en omboord van goud, gevoerd en gehecht van keel. Dekkleden: azuur en zilver. Helmteken: een uitkomende leeuw van zilver. Wapenspreuk: 'Semper recte' in letters van zilver, op een lint van azuur. Bovendien voor de ridder het schild gedekt met een ridderkroon.

## Enkele telgen
Pierre-Arnold de Godin (1766-1843)
- Arnold Godin (1790-1837)
  - Arnold Godin (1816-1899)
    - Arnold Godin (1859-1923)
      - Dr. Arnold ridder Godin (1889-1982), senator en burgemeester
        - Arnold ridder Godin (1926-2001), notaris
          - Arnold ridder Godin (1953-1984), notaris
            - Arnold-Etienne ridder Godin (1978), chef de famille

      - Jhr. dr. Edmond Godin (1893-1982), ere-plaatsvervangend vrederechter
- Théodore Godin (1813-1884)
  - Jules Godin (1858-1922)
    - François-Xavier Godin (1911-1959)
      - Jhr. Régis Jean François Jules Godin (1937), landbouwer
      - Jhr. dr. Henry-Paul Théodore Marie Louis Guillaume Godin (1938), plaatsvervangend rechter in de Rechtbank van Eerste Aanleg te Verviers
      - Jhr. Stanislas Pierre Gabriel Raoul Marie Godin (1939), landbouwer
      - Jhr. ir. Damien Bernard Albert Michel Godin (1943-1988), docent aan de universiteit van Luik
      - Jhr. Jean Baptiste Marie Stanislas Godin (1957)

    - Théodore Godin (1913-1957)
      - Jhr. Théodore Godin (1952)

### Adellijke allianties
- De Melotte de Lamalle (1856), t'Serstevens (1887), Ancion (1922), de Le Hoye (1937), Du Bus de Warnaffe (1951), De Beer de Laer (1952),  De Harlez de Deulin (1953), De Thibault de Boesinghe (1963), Rolin (1964), De Quatrebarbes (1977, Franse adel), Henry de Frahan (1989), De Mahieu (1989), De Locht (1992), Casier (1997), De Kemmeter (1997), De Schaetzen (1998 en 2006), Cruysmans (2000), Van Caloen (2004)

### Bezittingen

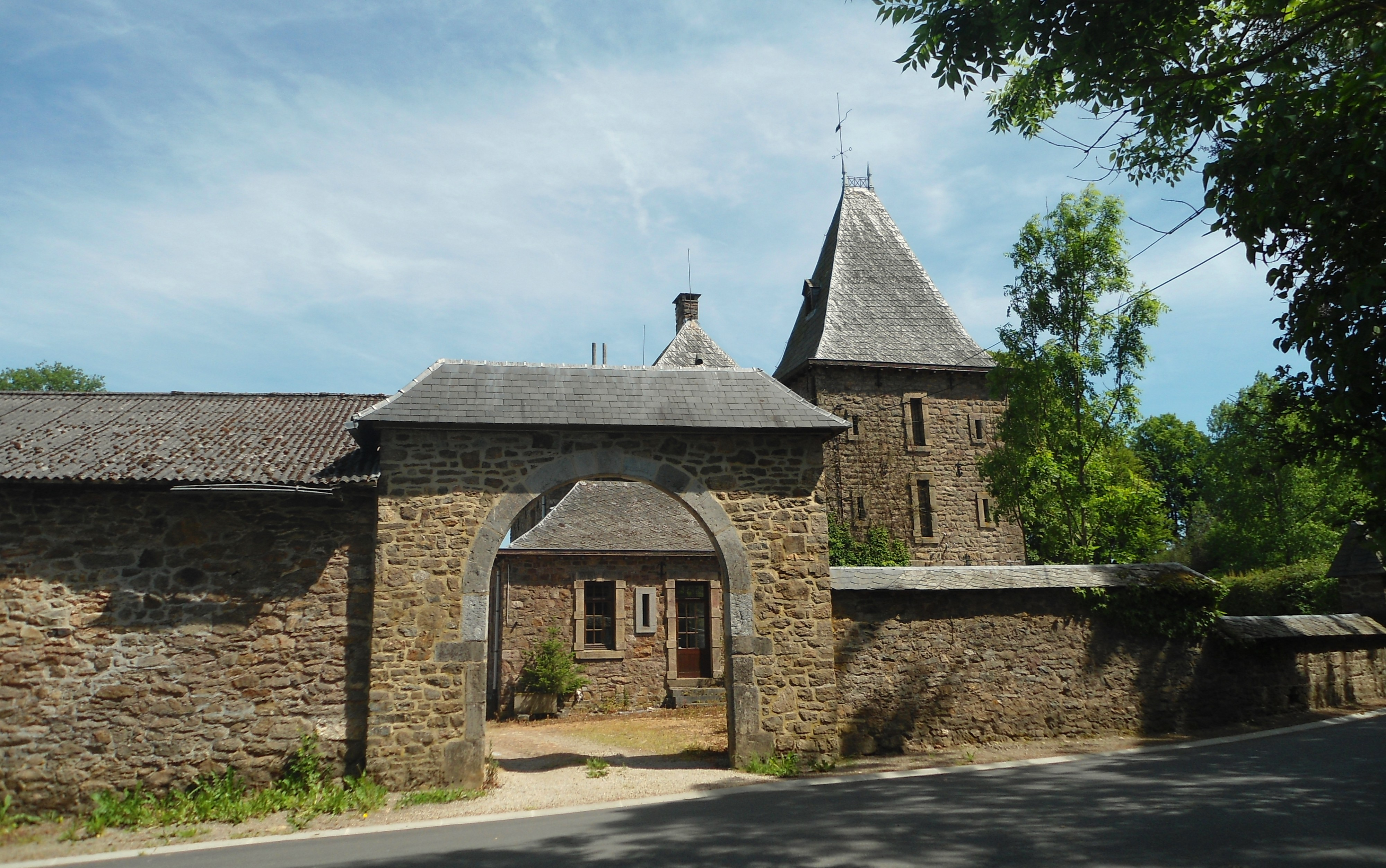
Château de Haute-Bodeux in Trois-Ponts

- Château de Haute-Bodeux, Château des Mazures (Pepinster)